# Правовой режим конопли в России

Правовой статус каннабиса в Европе
----
Легальный для любого употребления
Легальный по рецепту врача
Нелегальный

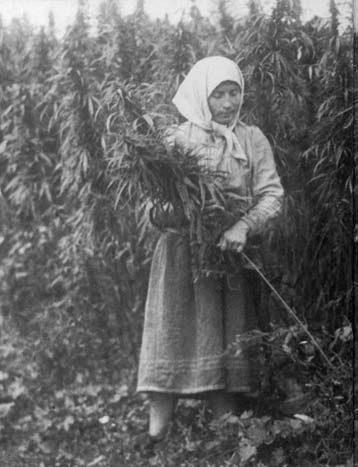
Сбор конопли, СССР 1956 год.

Конопля в России — краткая история выращивания и использования конопли (каннабиса), законное и незаконное, в России. 
В Российской Федерации — России хранение конопли до 6 граммов (или двух граммов гашиша) является административным правонарушением, наказывается штрафом или задержанием на срок до 15 суток. Хранение более крупного веса является уголовным преступлением. Российские законы о каннабисе считаются противоречивыми.

## История

### Промышленная конопля
В конце XIX века выращивание конопли для получения волокна было одним из основных источников дохода крестьян Орловской, Калужской, Курской, Черниговской, Могилевской и отчасти Минской губерний Российской империи. Согласно Русскому энциклопедическому словарю Брокгауза и Ефрона, в европейской части Российской империи в конце XIX века ежегодно производилось около 140 тысяч тонн конопли, что составляло около 40 % производства конопли в Европе.
Во время раскулачивания крупные фермы, занимавшиеся выращиванием каннабиса, были разделены на небольшие (0,1-0,15 га) участки, обрабатываемые и способные удовлетворить только домашние нужды. К началу 1930-х годов «индустрия конопли в сельском хозяйстве Среднего Поволжья, а также других конопляных регионов СССР находится в состоянии упадка», что выражается в «сокращении посевных площадей, низкой урожайности, снижение товарной доли валовых сборов».
Большая советская энциклопедия 1937 года сообщает, что:
Социалистическая реконструкция сельского хозяйства резко изменила облик отсталого культивирования каннабиса в СССР. Развивающееся стахановское движение в сельском хозяйстве, в частности среди производителей каннабиса, обеспечило более высокие урожаи каннабиса. В 14.03.1936 году была проведена специальная встреча руководителей партии и правительства с лидерами льна и конопли. Ряд стахановцев-ковровщиц награждены орденами Союза. После 1934 года посевы каннабиса начали восстанавливаться, и если в 1934 году посевные площади каннабиса составляли 598 000 га, то в 1936 году его посевы занимали 680 000 га, что составляло 4/5 от общей площади под каннабисом в мире. Постановление СНК СССР и ЦК КПСС (р.) (Март 1934 г.) предоставил особые льготы и преимущества посевам конопли на приусадебных участках, приусадебных участках и в поймах рек. Получение волокна конопли из конопли в СССР в 1933-34 гг. достиг 39,4 тыс. т, а в 1934-35 гг. — 44,9 тыс. Тонн; Производство конопляного масла (из семян) в СССР в 1933 г. составляло 5,0 тыс. т, а в 1934 г. — 6,3 тыс. т.

### Употребление наркотиков
В 20-м веке употребление каннабиса (в основном в виде гашиша) ограничивалось колониальными приобретениями России в Центральной Азии. В 1909 году И. С. Левитов выпустил брошюру, основанную на своих исследованиях в этом регионе, отметив, что местные жители употребляли каннабис в течение шести или более столетий, и что русские колонисты и казаки переняли эту привычку у местных жителей.
В 1926 и 1928 годах Советский Союз разработал некоторые из самых ранних нормативных актов по предотвращению «наркомании», сосредоточенные на кокаине и морфине, но только в 1934 году они запретили несанкционированное выращивание каннабиса и опийного мака. Прямой запрет на незаконный посев или выращивание индийской конопли был введен статьей 225 Уголовного кодекса РСФСР, при этом конопля продолжала занимать значительное место в общем объеме сельскохозяйственного производства. Хотя каннабис давно использовался в Центральной Азии, только в 1960-х годах этот вопрос привлек внимание советского правительства из-за более широкого освещения в прессе употребления наркотиков.
В современной России, по данным Министерства внутренних дел, 93 % марихуаны в стране поступает из Казахстана.

## Реформы
В 2004 году наркополитика России была либерализована. В отношении различных наркотиков вес, который можно было хранить без привлечения к уголовной ответственности, был увеличен. В частности, ограничение на хранение каннабиса было установлено на уровне 20 граммов, так что меньшее количество считается административным правонарушением без угрозы тюремного заключения. Раньше наличие хотя бы одного джойнта квалифицировалось как уголовное преступление.
В 2006 году Россия снова изменила ограничения на хранение различных наркотиков, но на этот раз в меньших количествах. Что касается каннабиса, количество, за которым следовало уголовное преступление, было изменено с 20 граммов на 6 граммов. Менее 6 граммов квалифицируется как административное правонарушение, влекущее за собой штраф в размере 5000 рублей или 15 суток ареста.